# 王娟玲
王娟玲（1963年10月—），女，山西临汾人，无党派人士，农业科学家，山西省农业科学院副院长、研究员、硕士研究生导师，第十三届全国人大代表。
王娟玲毕业于山西农业大学农学专业，获学士学位，1985年7月参加工作。她曾经担任山西省农业科学院小麦研究所副所长，旱地农业研究中心副主任、主任，2013年6月出任山西省农业科学院副院长。
王娟玲曾获国家科技进步奖二等奖、第八届中国青年科技奖，三次获得山西省科技进步奖，三次获得农业部技术进步奖。她选育出小麦新品种“晋麦72号”、“晋麦36号”、“晋麦73号”三个。她还有多项国家专利、论文和专著。
王娟玲曾获国务院政府特殊津贴、全国五一劳动奖章、山西省五一劳动奖章，被评为新世纪百千万人才工程国家级人选、全国优秀科技工作者、全国农业科研杰出人才、全国三八红旗手、全国各民主党派工商联无党派人士为全面建设小康社会作贡献先进个人、山西省青年科学家、中共山西省委联系的高级专家、山西省优秀科技工作者、山西省十佳优秀科技工作者、三三三人才工程省级人选、山西省三八红旗手、山西省新兴产业领军人才。
她曾任山西省第十届政协委员，山西省十一、十二届人大常委会委员，山西省人大财经委委员。2018年1月当选第十三届全国人大代表。